# Lily Allen
Pour les articles homonymes, voir Allen.
Lily Rose Beatrice Harbour Allen, née le 2 mai 1985 à Hammersmith (Londres), plus connue sous le nom de Lily Allen, est une chanteuse britannique, musicienne, et actrice occasionnelle. Elle est la fille de l'acteur Keith Allen et de la productrice de films Alison Owen. Allen quitte l'école à 15 ans afin d'améliorer ses talents vocaux.
Son premier single, Smile, atteint la première place des UK Singles Chart en juillet 2006. Le premier album, Alright, Still, bien accueilli par le public avec plus de 2,6 millions d'exemplaires vendus, est nommé aux Grammy Awards, BRIT Awards et MTV Video Music Awards.
Le deuxième album, It's Not Me, It's You, est dans un autre genre, plus électropop, que ska et reggae. L'album entre dès sa sortie à la première place de l'UK Albums Chart et des ARIA Charts. Il présente deux singles The Fear et Fuck You, principalement vendus en Europe.
En 2009, Allen annonce une pause dans ses activités musicales.
En 2011, elle lance son propre label discographique. En 2013, Lily Allen annonce un troisième album studio, Sheezus. Le 8 juin 2018, Lily Allen sort un quatrième album, No Shame.

## Biographie

### Jeunesse
Lily Allen est née à Hammersmith, un quartier situé à l'ouest de Londres. Elle est la fille de l'acteur gallois Keith Allen et de la productrice anglaise Alison Owen. Elle a une sœur aînée, Sarah, un jeune frère, l'acteur Alfie Allen (qui a fait l'objet de sa chanson Alfie) ainsi qu'une sœur cadette, Rebecca. Elle a également plusieurs demi-frères et sœurs. Elle est la cousine du chanteur Sam Smith. Lily Allen a vécu pendant un certain temps avec le comédien Harry Enfield alors compagnon de sa mère. Elle est la filleule de la chanteuse Angela McCluskey du groupe américain Wild Colonials. L'ex-chanteur et guitariste du groupe The Clash, Joe Strummer, était un proche de la famille. Lily Allen dit avoir de bons souvenirs de la semaine et demie qu'ils passèrent ensemble lors du festival de Glastonbury.
En 1988, à l'âge de trois ans, Lily Allen fait une apparition dans la série télévisée The Comic Strip Presents…, durant l'épisode The Yob que son père avait coécrit. Alors que Lily Allen a quatre ans, son père quitte la maison,. Sa famille s'installe ensuite dans l'arrondissement d'Islington au nord de Londres. Lily Allen grandit avec sa mère et vit dans une HLM durant sa petite enfance. Elle est scolarisée dans quelques-unes des écoles privées les plus chères du Royaume-Uni. En tout, Lily Allen est scolarisée dans 13 établissements différents, dont Hill House School, Montreux sur les rives du Lac Léman, Millfield et Bedales School. Elle en a été plusieurs fois expulsée pour avoir bu, fumé ou accompli des actes sexuels,,.
Lorsque Lily Allen a 11 ans, une étudiante en musique de l'Université de Victoria, Rachel Santesso, l'entend chanter Wonderwall du groupe Oasis dans la cour de l'école. Impressionnée, Santesso, qui devient plus tard une soprano primée et compositrice, appelle Lily Allen le lendemain et commence à lui donner des cours de chant le midi. Cela amènera Lily Allen à chanter la chanson Baby Mine du film de Disney Dumbo lors d'un concert de l'école.
Allen dira, en interview sur la radio américaine Loveline, que les spectateurs avaient « les larmes aux yeux à la vue d'une jeune fille à problèmes faisant quelque chose de bien ». À ce moment, Lily Allen dit qu'elle savait que la musique était quelque chose qu'elle devait faire, comme une vocation. Lily Allen joue du piano au grade 5 standard et fait huit années de chant. Elle joue également du violon, de la guitare et de la trompette, tout en étant membre d'un chœur de chambre. Son premier solo est In the Bleak Midwinter de Christina Rossetti. En 1998, Lily Allen fait une apparition en tant que dame d'honneur dans le film Elizabeth, qui est coproduit par sa mère. Elle abandonne l'école à l'âge de 15 ans, déclarant ne pas vouloir « consacrer un tiers de sa vie à se préparer à travailler pour le tiers suivant de sa vie, pour se mettre à la retraite avec une pension pour l'autre tiers de sa vie. »

### Carrière

#### Débuts (2002–2005)

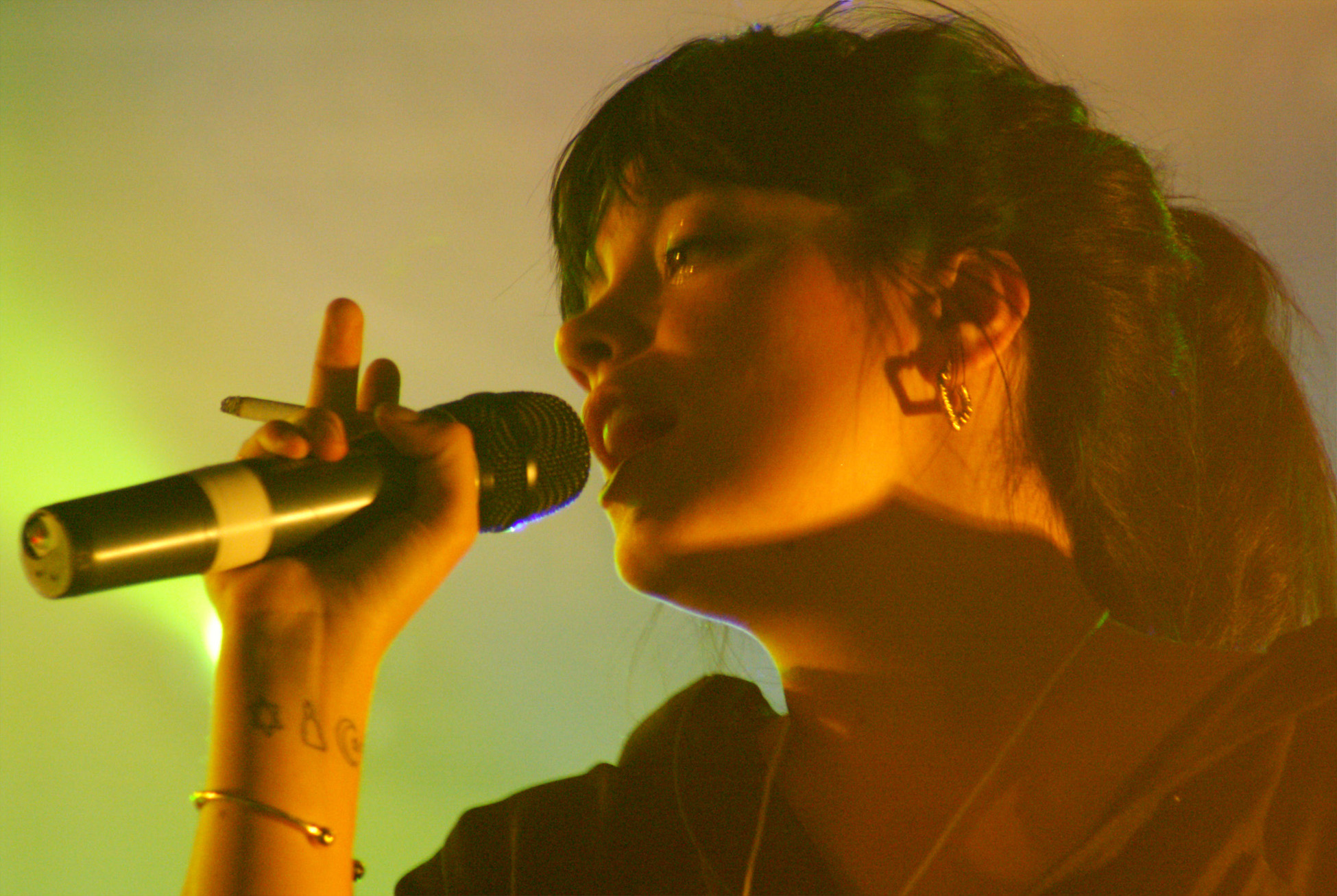
Lily Allen participant au festival Solidays en juillet 2007.

En vacances avec sa famille à Ibiza, Lily Allen dit à sa mère qu'elle passe la semaine avec des amis mais reste en fait à Sant Antoni de Portmany. Elle se fait de l'argent en travaillant pour un disquaire et en dealant de l'ecstasy. C'est à Ibiza qu'Allen rencontre son premier manager, George Lamb. Elle essuie le refus de plusieurs labels, ce qu'elle justifie par sa consommation d'alcool et au fait d'être la fille de Keith Allen. Lily utilise finalement les relations de son père pour obtenir un contrat avec London Records, une filiale de Warner Music en 2002. Finalement, elle quitte le label sans même sortir les chansons folk qu'elle avait enregistrées et dont beaucoup sont écrites par son père,,. Allen étudie l'horticulture afin de devenir fleuriste, mais se ravise et revient à la musique. Elle commence à écrire des chansons, et son manager lui fait connaître les producteurs Future Cut en 2004. Ils travaillent alors ensemble dans un petit studio installé dans le sous-sol d'un immeuble de bureaux.
En 2005, Lily Allen est signée sur le label Regal Recordings et reçoit 25 000 livres sterling pour la production d'un album. Le label est cependant incapable de fournir un soutien plus appuyé à la chanteuse du fait de leurs préoccupations avec d'autres sorties telles que les albums X&Y de Coldplay et Demon Days de Gorillaz. Lily Allen se crée alors un compte sur le réseau social Myspace et commence à publier des maquettes de chansons en novembre 2005. Les démos attirent l'attention de milliers d'auditeurs et un vinyle de la chanson LDN est édité à seulement 500 exemplaires pour 40 livres sterling,. La chanteuse produit également deux mixtapes, My First Mixtape and My Second Mixtape, afin de promouvoir son travail. Alors qu'elle accumule des dizaines de milliers d'« amis » sur Myspace, The Observer Music Monthly, un magazine publié au sein de The Observer, s'intéresse à elle en mars 2006. Peu de personnes en dehors de son label savaient qui elle était, de sorte que le label a été lent à répondre aux demandes des magazines voulant parler d'elle. Elle reçoit sa première reconnaissance médiatique en apparaissant en couverture du magazine deux mois plus tard.

#### Alright, Stillet télévision (2005–2008)

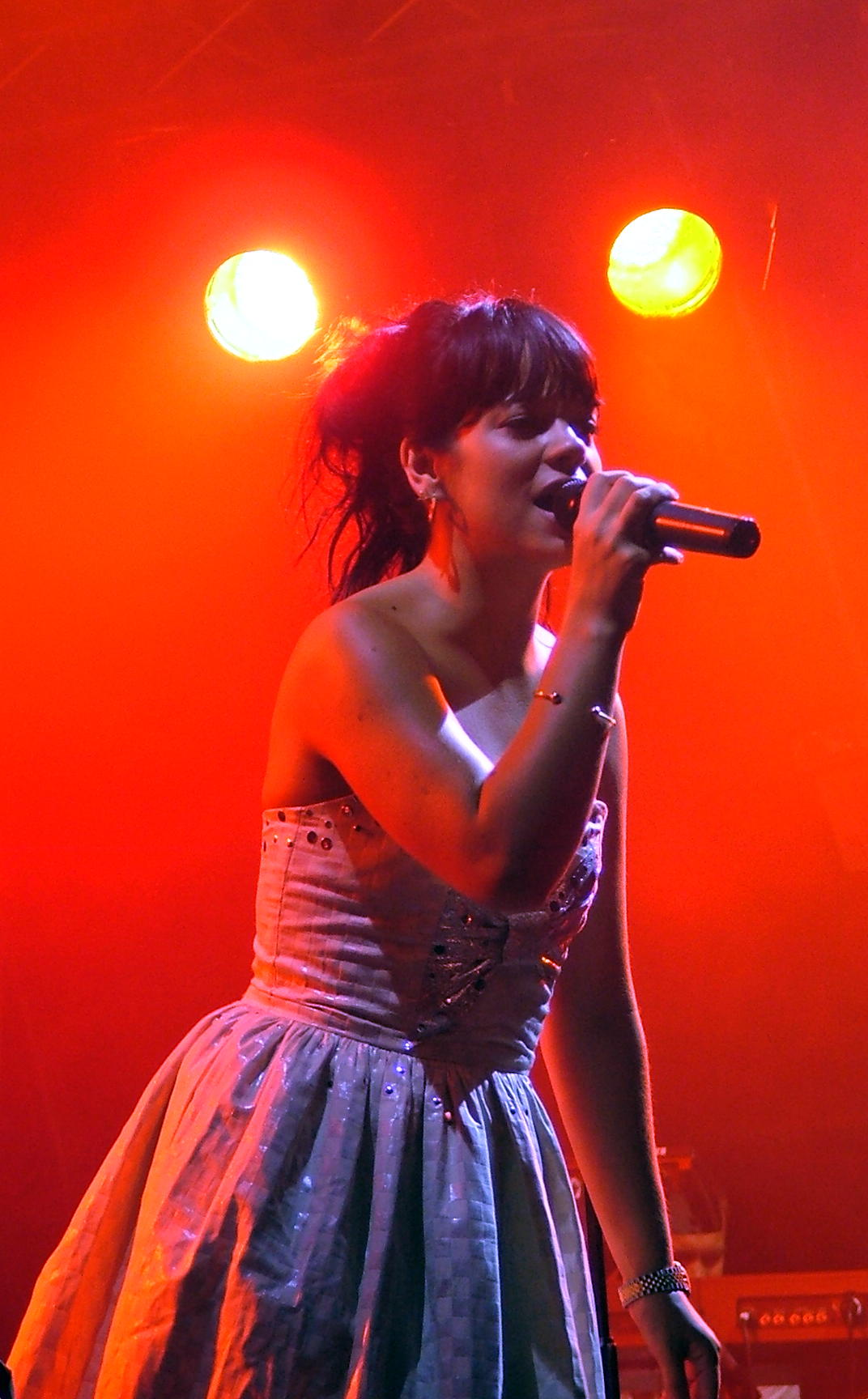
Lily Allen en concert au Somerset House en juillet 2007.

Le succès convainc son label de lui donner plus de contrôle dans le processus créatif de son album et de l'autoriser à utiliser les chansons qu'elle a écrites plutôt que de la forcer à travailler avec des producteurs commerciaux. Ainsi, Lily Allen décide de travailler avec les producteurs Greg Kurstin et Mark Ronson, avec lesquels l'album est achevé en deux semaines. Le premier album de Lily Allen, Alright, Still, est publié en juillet 2006. La plupart des chansons ont été disponibles sur Myspace à l'image des singles Smile, LDN, Knock 'Em Out et Alfie. En septembre 2006, Smile est disponible sur l'iTunes Store américain. En décembre 2006, le vidéoclip de Smile est diffusé sur plusieurs chaînes musicales, ce qui fait gagner au titre un peu d'audience. Entertainment Weekly nomme Alright, Still comme l'un des 10 meilleurs albums de 2006 et ce bien que l'opus ne soit pas encore sorti aux États-Unis. Lily Allen participe également à plusieurs publicités pour MTV et a été l'artiste Discover and Download du mois de janvier 2007. L'album sort finalement le 30 janvier 2007 aux États-Unis et parvient à se classer dans le top 20 du Billboard 200. En janvier 2009, Alright, Still s'écoule à 960 000 exemplaires au Royaume-Uni ainsi qu'à 520 000 exemplaires aux États-Unis.
En 2007, elle joue au Glastonbury Festival, remplaçant M.I.A. qui avait annulé sa participation. Durant le festival, elle réunit deux membres du groupe The Specials, ce qui a beaucoup joué dans la reformation du groupe en 2009 selon le guitariste Lynval Golding. Lily Allen participe à la chanson Oh My God de Mark Ronson, une reprise de Kaiser Chiefs. Grâce au single Littlest Things issu de l'album de Lily Allen, Mark Ronson remporte le prix du « producteur de l'année » lors de la 50e cérémonie des Grammy Awards en 2008. Également, Lily Allen participe aux chœurs sur deux chansons du troisième album des Kaiser Chiefs en 2008. Allen remporte en 2008 une récompense de la part de la Broadcast Music Incorporated (BMI) pour Smile.
Lily Allen signe un contrat afin de présenter sa propre émission, Lily Allen and Friends, sur la chaîne BBC Three. L'émission est basée sur le phénomène des réseaux sociaux, qui ont aidé à lancer sa carrière,,. Diverses personnalités ont été conviées à l'émission comme Mark Ronson, Joanna Page, James Corden, Lauren Laverne, Róisín Murphy, Louis Walsh et Danny Dyer. L'émission reçoit 2 % de part d'audience malgré une forte campagne marketing. Du fait du développement rapide de Lily Allen en tant que présentatrice télé et de sa popularité auprès du public, la chaîne BBC Three annonce que Lily Allen and Friends serait reconduit pour une deuxième saison. Danny Cohen alors directeur de la chaîne, déclare plus tard que la deuxième saison ne serait pas diffusée au printemps 2009 du fait des engagements dus à la carrière musicale de la chanteuse. Lily Allen chante à un concert de charité pour War Child, une ONG œuvrant pour la protection des enfants dans les territoires en conflits. Précédée par Keane, Lily Allen interprète Smile et Everybody's Changing.

#### It's Not Me, It's Youet pause musicale (2008–2011)

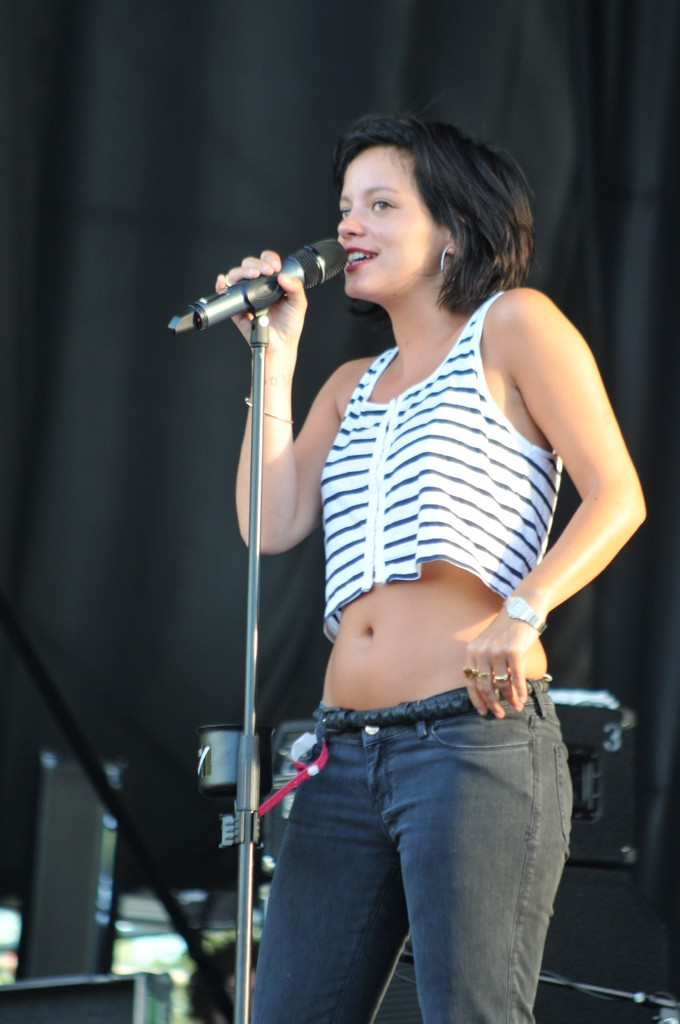
Lily au INmusic festival de Zagreb, en Croatie, le 24 juin 2009.

Après la sortie de son premier album, la maison de disques de Lily Allen, EMI, est reprise par la firme Terra Firm. Lily Allen change alors de compagnie de management en passant de Empire Artist Management à Twenty-First Artists bien que son équipe de base soit restée la même. À la demande de sa maison de disques, Lily Allen tente en vain de collaborer avec divers auteurs et producteurs sur son nouvel album. Elle revient finalement à Greg Kurstin qui avait écrit trois chansons pour Alright, Still. Ainsi, l'album est produit par Kurstin aux Eagle Rock Studios à Los Angeles. Lily Allen coécrit les chansons avec Kurstin, ce dernier jouant du piano sur les morceaux. Ceci marqua un changement par rapport aux travaux antérieurs de la chanteuse, habituée à écrire les paroles de morceaux déjà terminés. À propos du processus de création de l'album, Allen déclare : « Nous avons décidé d'essayer de faire un son plus grand, des chansons plus éthérées, de vraies chansons… Je voulais travailler avec une seule personne du début à la fin afin de créer un corps de travail. Je voulais que ça ait une sorte d'intégrité. Je pense que j'ai grandi un peu en tant que personne et j'espère que cela se reflète. » La chanteuse poste deux démos sur son profil Myspace afin de donner à ses fans une idée de la nouvelle direction entreprise,,,,.
Allen annule une apparition au Festival de l'île de Wight en 2008, expliquant au promoteur John Giddings que son annulation était due au retard pris par son album. Giddings déclare que cette raison n'était pas acceptable et possiblement un mensonge. Toutefois, Giddings décide de ne pas poursuivre la chanteuse. Des photos de Lily Allen seins nus et en état d'ébriété lors du Festival de Cannes sont largement reprise par la presse. Son apparence aux Glamour Awards en 2008 est également largement critiquée du fait qu'elle soit arrivée saoule et vêtue d'une robe à motifs représentant Bambi décapité,,. Lors de la cérémonie elle a, sur scène, un échange d'insultes avec Elton John. Le 29 juin 2008, Lily Allen participe au Glastonbury Festival aux côtés de Mark Ronson. La chanteuse, émue, livre une performance de sa chanson Littlest Things en hommage à sa grand-mère, décédée la veille. La sortie du second album de Lily Allen, It's Not Me, It's You, est prévue au début de l'année 2008 mais la fausse couche de la chanteuse et des problèmes de créativité conduisent le report de l'opus à l'automne 2008. À l'automne 2008, EMI est en cours de restructuration. De ce fait, la sortie de l'album est de nouveau déplacée à une date ultérieure,. Un jeu en ligne nommé Escape the Fear est créé par Matmi dans le cadre d'une compagne marketing visant les personnes qui ne connaissaient pas Lily Allen. Au 18 février 2009, le jeu est joué plus de deux millions de fois. En février 2009 également, Lily Allen et le guitariste du groupe The Clash, Mick Jones, interprète une chanson du groupe, Straight to Hell pour l'album de charité War Child Presents Heroes.

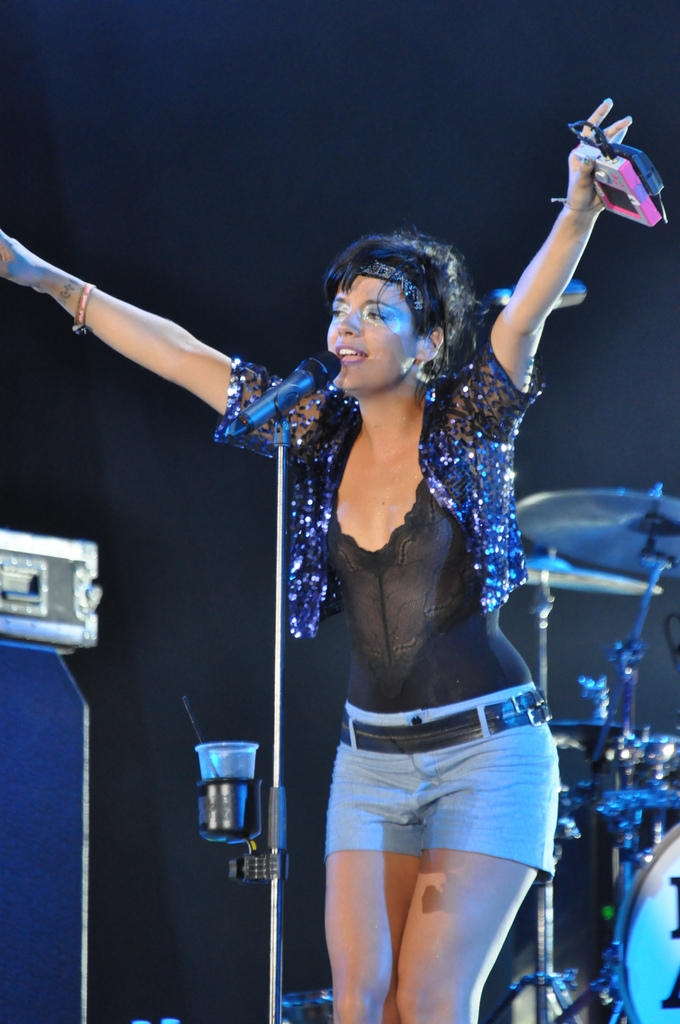
Lily Allen au Sziget Festival, le 12 août 2009.

Durant l'été 2009, Fuck You est choisi comme troisième single mais ne paraît pas au Royaume-Uni. La chanson atteint la 3e place des charts néerlandais, se classe 4e en Finlande et en Norvège, ou encore 5e en Suisse. En France, la chanson atteint la 8e place des ventes digitales et 14e des ventes physiques de single. Un clip est mis en ligne le 15 juin 2009, celui-ci est tourné dans les rues de Paris, et réalisé par la maison de production française Frenzy Paris. La chanson 22 devient le quatrième single international et troisième single au Royaume-Uni, il est sorti le 29 août 2009. 22 culmine à la 14e place au Royaume-Uni, atteint la 12e place en Australie et en Irlande ou encore la 18e place aux Pays-Bas. En France, le single est ré-enregistré avec le chanteur français Ours, intitulée 22 (Vingt Deux), la chanson se classe 23e. Une vidéo est parue le 1er juin 2009, réalisée par Jake Scott. Le dernier single issu de It's Not Me, It's You World est le titre Who'd Have Known, sample de la chanson Shine des Take That. Le single sort le 30 novembre 2009 et passe inaperçu, parvenant toutefois à atteindre le top 40 au Royaume-Uni ainsi que la 54e place en Australie. La vidéo de Who'd Have Known est mis en ligne le 22 octobre 2009. En mai 2009, le magazine français de football So Foot publie une fausse interview dans laquelle Allen est citée comme faisant des remarques désobligeantes envers David et Victoria Beckham et Ashley et Cheryl Cole. Une partie du contenu de l'interview a été reprise dans le tabloïd britannique The Sun. Les deux publications ont par la suite présenté leurs excuses à Allen et lui ont payé des dommages et intérêts.
It's Not Me, It's You est publié le 9 février 2009 au Royaume-Uni et le lendemain aux États-Unis,,,,. It's Not Me, It's You est certifié disque de platine au Royaume-Uni. La sortie de l'album contribue au fait que le groupe EMI ait triplé ses revenus sur l'année 2009. The Fear est le premier single issu de It's Not Me, It's You. La chanson atteint la première place des classements britanniques durant les quatre semaines qui suivent sa sortie,. Le second single issu de l'album, intitulé Not Fair et publié le 20 mars 2009, atteint la neuvième position des classements. Une vidéo est tournée à Los Angeles sous la direction de Melina Matsoukas, et publiée le 19 février 2009. En mars 2009, Lily Allen entame le It's Not Me, It's You World Tour, une tournée d'une centaine de dates qui s'achève le 10 septembre 2012. Son travail avec Greg Kurstin sur l'album la conduit à recevoir la récompense auteurs-compositeurs de l'année lors des Ivor Novello Awards en 2010. De même, la chanteuse remporte avec Kurstin le prix « Meilleure chanson musicale et lyrique » pour le titre The Fear. Lily Allen paraissait alors submergée par cette distinction qu'elle considère comme « une vraie récompense ». En octobre 2010, Allen reçoit son second BMI Pop Song Award de la Broadcast Music Incorporated (BMI) pour la large diffusion radio de son single The Fear aux États-Unis,.
Lily Allen est nommée visage de la National Portrait Gallery dans le cadre de la campagne marketing de la galerie. La photographie réalisée par Nadav Kander arborait les mots « Chanteuse, parolière, fleuriste ». Allen et Jamie Hince, guitariste du groupe The Kills, récoltent 48 350 livres sterling pour l'association caritative, The Hoping Foundation. Les deux musiciens interprètent Dream a Little Dream of Me lors d'une vente aux enchères. Karl Lagerfeld, designer en chef chez Chanel, a personnellement engagé et photographié Lily Allen pour une campagne visant à promouvoir une ligne de sacs à main de luxe lancée en septembre 2009,. En septembre 2009, Allen déclare envisager une carrière d'actrice et ne renouvelle pas son contrat avec son label. La chanteuse explique en outre n'avoir « aucun projet » concernant un autre album. À la suite du projet de loi du gouvernement britannique afin de lutter contre le téléchargement illégal, Lily Allen se prononce en faveur de la déconnexion à Internet des récidivistes. Il s'avère ensuite que le post de Allen était un copié-collé d'un article paru sur le site Techdirt. Ceci a donné lieu à une controverse sur le web, Lily Allen se voyant reprocher d'avoir elle-même porté atteinte aux droits d'auteur d'autres artistes en créant des mixtapes qu'elle mettait à disposition sur Internet au début de sa carrière. Un groupe de partisans du partage de fichiers en ligne lance une attaque par déni de service appelée Operation Payback qui ferme le site de la chanteuse et en cible d'autres. Le 1er octobre 2009, Lily Allen et plusieurs autres musiciens participent à la première pétition musicale numérique visant à faire pression sur les dirigeants mondiaux attendus à la Conférence de Copenhague de 2009 sur le climat. La pétition inclut la chanson Beds Are Burning du groupe Midnight Oil.
En juin 2010, Lily Allen collabore avec le rappeur britannique Professor Green, sur le titre Just Be Good to Green. La chanson atteint le top 5 au Royaume-Uni et le top 50 en Australie. En août 2010, Lily Allen entame une pause musicale après une performance au festival The Big Chill à Herefordshire. Lily Allen et sa sœur ouvrent leur propre boutique de vêtements appelée Lucy in Disguise le 15 septembre 2010. En novembre 2010, Allen poursuit en justice le groupe Associated Newspapers, société mère du Daily Mail après que le magazine ait publié des photos de la maison d'Allen. En janvier 2011, Allen lance son propre label In the Name Of, financièrement soutenu par Sony Music. Le premier contrat signé sur le label est un groupe de noise pop new-yorkais, Cults. En février 2011, Allen commence l'écriture de chansons pour la version musicale du Journal de Bridget Jones, qui devrait être joué au West End theatre de Londres en 2012. Lily Allen avait souhaité changer son nom, aussi bien à la vie qu'à la scène, pour celui de son époux: Lily Rose Cooper. Cependant son label s'y oppose et Lily Allen n'insiste pas, indiquant qu'elle dépendait encore d'eux et s'ils ne gagnaient pas d'argent elle n'en gagnerait pas non plus.

#### Sheezus(depuis 2012)

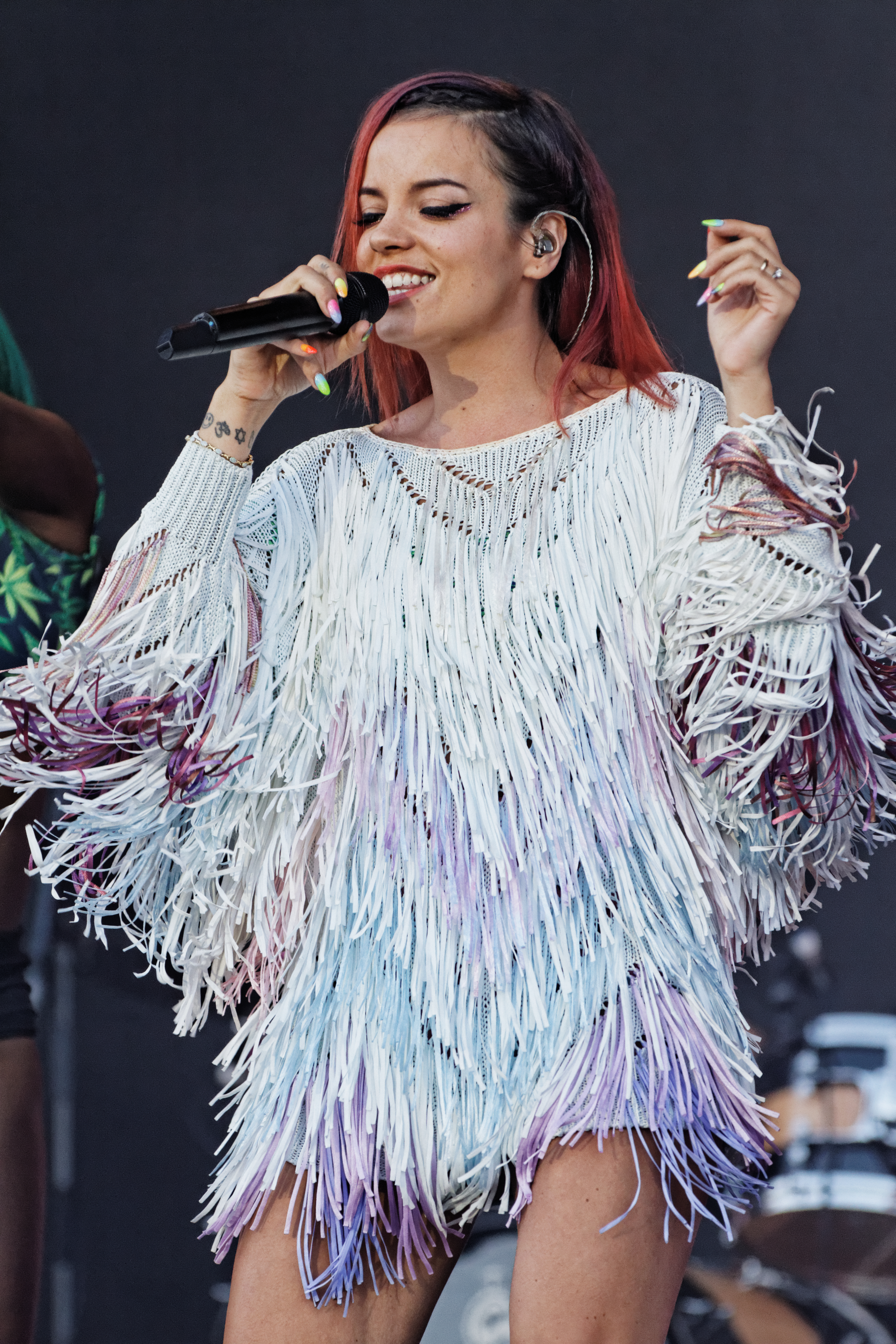
Lily Allen en concert lors du festival des Vieilles Charrues 2014.

Le 20 juin 2012, Lily Allen déclare sur Twitter être de retour en studio et qu'elle travaille avec Greg Kurstin sur un nouveau projet musical. Dès lors, elle décide de changer de nom professionnel, passant de Lily Allen à Lily Rose Cooper  et fait une apparition sur la chanson True Love, tirée de l'album de Pink, The Truth About Love, sorti en septembre 2012.
Allen déclare en octobre 2012 se trouver en studio, « jetant de la merde sur les murs afin de voir si quelque chose colle… » et ajoutant « c'est formidable de travailler à mon rythme, sans engagements autres que de faire de la musique ». En février 2013, elle donne une performance en direct lors d'un défilé de mode parisien produit par Mark Ronson dans lequel elle révèle sa seconde grossesse, et préfigure la sortie d'un nouvel album « inspiré par ses expériences de la maternité » d'ici la fin de l'année 2013. En juillet 2013, après qu'un tabloïd[Lequel ?] britannique a rapporté que Lily Allen attendait un deuxième enfant, elle tweete : « Merci pour toutes vos félicitations aujourd'hui. Honnêtement, je ne pouvais pas être plus heureuse ». En août 2013, elle change encore une fois de nom professionnel pour un retour à Lily Allen et tweete que de la nouvelle musique arrivera « très bientôt ». Sheezus son nouvel album studio est publié le 5 mai 2014.
En juin 2018, l'artiste déclare au magazine Terrafemina que les trois femmes qui l'ont le plus inspirée dans sa vie sont sa mère, Rihanna et Kate Bush.

#### Théâtre
Lily Allen fait ses débuts au théâtre, avec succès, en août 2021 au Noël Coward Theatre, à Londres. Elle joue dans une nouvelle pièce écrite par Danny Robins intitulée: 2:22 – A Ghost Story,.

### Vie privée
Lily Allen est une fan de football et soutient le Fulham FC. Elle est aussi une fan de cricket et est aussi cousine au troisième degré avec Sam Smith. En septembre 2007, elle commence à fréquenter le musicien Ed Simons du groupe The Chemical Brothers, puis en décembre, elle annonce qu'ils attendent leur premier enfant. Elle fait une fausse couche en janvier 2008, et après cinq mois leur relation prend fin. La chanteuse déclare avoir passé trois semaines dans une clinique psychiatrique pour dépression à la suite de cette fausse couche.
En juillet 2009, Lily Allen commence à fréquenter Sam Cooper, un entrepreneur et décorateur. Le 5 août 2010, elle annonce être enceinte. Plus tard, elle confirme le sexe de l'enfant, un garçon, prévu pour le début de l'année 2011. Elle connait des complications au début de la grossesse. À la fin du mois d'octobre, soit six mois après le début de sa grossesse, elle contracte une infection virale qui lui cause une mortinatalité, qui est finalement annoncée le 1er novembre 2010,,. Le 6 novembre, Lily Allen est admise à l'hôpital, pour septicémie,.
Allen et Cooper se fiancent pendant les vacances de Noël en décembre 2010, lors de vacances à Bali. Ils se marient ensuite le 11 juin 2011, à l'église Saint-Jacques de la banlieue de Cranham, en Angleterre. Le concepteur de la robe de mariage de la chanteuse confirme qu'elle est enceinte de plusieurs mois au jour du mariage. Elle donne naissance à une fille, Ethel Mary, le 25 novembre 2011. Le 8 janvier 2013, elle donne naissance à sa deuxième fille, Marnie Rose. Ils se séparent en 2016 puis divorcent en 2018.
En février 2017, Lily Allen déclare avoir reçu un diagnostic de trouble bipolaire.
Le 4 septembre 2018, Allen a avoué avoir eu des relations sexuelles avec des escortes féminines lors de la promotion de son album Sheezus en 2014 pour « faire face à la dépression postnatale » et son « mariage en perdition »,.
Depuis septembre 2019, elle fréquente l'acteur David Harbour. Un an plus tard, en septembre 2020, elle se marie avec lui, à Las Vegas,. Ils annoncent leur séparation en février 2025 après quatre ans de mariage.

## Discographie
- 2006 : Alright, Still
- 2009 : It's Not Me, It's You
- 2014 : Sheezus
- 2018 : No Shame